# L'uomo del banco dei pegni
L'uomo del banco dei pegni (The Pawnbroker) è un film del 1964 diretto da Sidney Lumet.
Nel 2008 è stato scelto per essere conservato nel National Film Registry della Biblioteca del Congresso degli Stati Uniti.
Il film è stata la prima produzione cinematografica interamente prodotta negli Stati Uniti a trattare il tema dell'Olocausto dal punto di vista di un ebreo sopravvissuto allo sterminio e una delle prime produzioni mainstream americane a contenere scene di nudo, che furono proiettate senza il nulla osta della censura.

## Trama
Sol Nazerman, un ex professore universitario, ebreo, sopravvissuto alla prigionia nel campo di concentramento di Auschwitz, gestisce un negozio di pegni a Harlem, utilizzato anche come copertura dalla malavita organizzata. L'uomo ha perduto la moglie e i due figli nella tragedia dell'Olocausto e dopo la guerra è emigrato negli Stati Uniti; vive a Long Island con la sorella, Berthe, sposata con due figli e contribuisce al sostentamento della famiglia di lei. Frequenta Tessie, vedova di un amico, morto nel lager e provvede anche al suo mantenimento e a quello del vecchio padre di lei, Mendel, entrambi ex internati. Ogni giorno numerose persone indigenti, spesso clienti abituali, entrano nel suo negozio per impegnare quel poco che hanno, sempre trattati con freddezza e distaccata durezza da Nazerman che ha reagito ai traumi della guerra imponendosi un totale distacco dalle sofferenze del genere umano. Quando però Jesus Ortiz, giovane portoricano suo assistente, muore per difenderlo durante una rapina Nazerman ne rimane intensamente colpito.

## Produzione
Originariamente, il film avrebbe dovuto essere girato a Londra, in modo da usufruire dei vantaggi fiscali riservati ai registi cinematografici in Inghilterra.
Rod Steiger restò coinvolto nella produzione a partire dal 1962, un anno dopo la pubblicazione del romanzo di Edward Lewis Wallant dal quale il film è tratto, e contribuì alle prime stesure della sceneggiatura. Egli ricevette un compenso di 50.000 dollari per la sua performance, molto meno del suo abituale compenso, in quanto si fidava del progetto di Lumet, con il quale aveva lavorato in precedenza in una serie televisiva.
I registi Stanley Kubrick, Karel Reisz e Franco Zeffirelli rifiutarono il copione loro proposto. Kubrick disse di ritenere Rod Steiger "non troppo entusiasmante". Reisz, i cui genitori erano morti in un campo di concentramento nazista, disse di non poter accettare per "ragioni strettamente personali". Zeffirelli, all'epoca regista teatrale, era ansioso di dirigere un film, ma disse che L'uomo del banco dei pegni non era il tipo di soggetto che avrebbe voluto dirigere, "certamente non come sua opera prima per il mercato angloamericano".
Le riprese del film si effettuarono a New York alla fine del 1963. Molte delle scene furono girate nel quartiere di Harlem, dove il negozio venne allestito al numero 1642 di Park Avenue, nei pressi dell'incrocio con la 116th Street. Altre location includono Connecticut, Jericho e Lincoln Center.
Morgan Freeman fece la sua prima apparizione  cinematografica in questo film, in un ruolo non accreditato.

### Controversie
Il film fece scalpore e si attirò delle critiche per la presenza audace per l'epoca di scene di nudo, delle attrici Linda Geiser e Thelma Oliver. Giudicate "C" (condannevole) dalla Catholic Legion of Decency, si ritenne dalla stessa associazione "che una condanna fosse necessaria per mettere un freno alla diffusa abitudine dei produttori di infilare scene di nudo indecenti nei film statunitensi".
Le stesse scene risultarono in conflitto con le norme sulla censura stabilite dalla Motion Picture Association of America, in base al codice Hays e giudicate "inaccettabili e lussuriose". Nonostante il veto, Landau trovò un accordo con la Allied Artists per distribuire il film senza il nulla osta della censura, mettendolo in circolazione senza i tagli richiesti.
Alcune associazioni ebraiche chiesero di boicottare il film, poiché a loro parere gli Ebrei vengono rappresentati come usurai, rafforzando eventualmente il sentimento antisemita. Associazioni di afroamericani protestarono analogamente per dei presunti stereotipi razziali, in quanto i personaggi neri ricoprono il ruolo di prostitute, malavitosi e tossicodipendenti.

## Critica
(Leo Pestelli su La Stampa del 10 febbraio 1967)
In patria, il film, e la performance di Steiger in particolare, ricevettero il plauso quasi unanime della critica. Life elogiò la "versatilità senza fine" di Steiger. Brendan Gill scrisse sul The New Yorker che l'attore era in grado di rendere convincente e plausibile ogni ruolo interpretasse. Il critico del New York Times Bosley Crowther definì il film "opera notevole" lodando la recitazione di tutti gli attori, inclusi i comprimari. Di parere negativo invece la recensione di Pauline Kael, che definì la tematica della pellicola "trita e ritrita".

## Riconoscimenti
- Festival internazionale del cinema di Berlino 1964
  - Orso d'argento per il miglior attore a Rod Steiger
- Premi BAFTA 1967
  - Miglior protagonista a Rod Steiger